# Kogho (département)
Pour les articles homonymes, voir Kogo.
Cet article concerne le département et la commune rurale. Pour le village chef-lieu, voir Kogho.
Kogho ou Kogo est un département et une commune rurale de la province du Ganzourgou, situé dans la région du Plateau-Central au Burkina Faso.

## Géographie

### Démographie
- En 2003, le département comptait 15 524 habitants estimés[2].
- En 2006, le département comptait 15 858 habitants recensés[3].
- En 2019, le département comptait 22 601 habitants recensés[1].

## Administration

### Chef-lieu et préfecture
Le village de Kogho est le chef-lieu du département, administrativement dirigé par un préfet nommé par le gouvernement pour représenter localement l’État burkinabé. Sous l’autorité du haut-commissaire de la province et du gouverneur de la région, il organise les services déconcentrés de l’État, il prend en charge la gestion des espaces ruraux non urbanisés qui ne sont pas encore de compétence communale, ainsi que la concertation avec les autres collectivités voisine de la province ou la région, notamment pour les infrastructures et la protection de l'environnement et de la sécurité publique.
| Période | Période  | Identité | Fonction précédente | Observation |
| ------- | -------- | -------- | ------------------- | ----------- |
|         | En cours |          |                     |             |

### Mairie
| Période                                  | Période | Identité | Étiquette | Qualité |
| ---------------------------------------- | ------- | -------- | --------- | ------- |
|                                          |         |          |           |         |
| Les données manquantes sont à compléter. |         |          |           |         |

### Villages
Le département est composé administrativement de seize villages, dont le village chef-lieu homonyme (données de population consolidées issues du recensement de 2006 :
- Bassemkoukouri (740 habitants)
- Bendogo (1 105 habitants)
- Bissighin (979 habitants)
- Kogho (ou Kogo) (3 896 habitants)
- Kogho-Peulh (84 habitants)
- Linonghin (446 habitants)
- Rimalga (257 habitants)
- Ronsin (402 habitants)
- Santi (615 habitants)
- Tangandogo (592 habitants)
- Tanghin-1 (1 730 habitants)
- Tanghin-2 (591 habitants)
- Tanlallé (746 habitants)
- Tensobtenga (1 359 habitants)
- Tollinghin (1 694 habitants)
- Zorgo (622 habitants)